# Бостон, Брэндон
Брэндон Бостон младший (англ. Brandon Boston Jr.; род. 28 ноября 2001, Norcross, Джорджия) — американский профессиональный баскетболист, выступающий в Национальной баскетбольной ассоциации за клуб «Нью-Орлеан Пеликанс». Играет на позициях атакующего защитника и лёгкого форварда.

## Профессиональная карьера

### Лос-Анджелес Клипперс (2021—2024)
Бостон был выбран на драфте НБА 2021 года клубом «Мемфис Гриззлис» под 51-м пиком, а затем через «Нью-Орлеан Пеликанс» был обменян в «Лос-Анджелес Клипперс».
Бостон помог фарм-клубу «Онтэрио Клипперс» выиграть Зимний Кубок Джи-Лиги в сезоне 2022/2023, в финале которого был признан MVP финала, набрав 21 очко.
8 августа 2024 года Бостон подписал контракт с «Сан-Антонио Спёрс», но 19 октября был отчислен.

### Нью-Орлеан Пеликанс (2024 — настоящее время)
21 октября 2024 года «Нью-Орлеан Пеликанс» забрали с драфта отказов Бостона, позже контракт стал двусторонним. 26 февраля 2025 года «Пеликанс» подписали с Бостоном стандартный двухлетний контракт.

## Личная жизнь
После тренировки с товарищем по команде «Кентукки Уайлдкэтс» Терренсом Кларком 22 апреля 2021 года Бостон стал свидетелем того, как Кларк попал в автокатастрофу в Лос-Анджелесе. Кларк, ехавший один, погиб, а Бостон находился в машине позади Кларка и не пострадал.

## Статистика

### Статистика в НБА
| Сезон                                                                                    | Команда    | Регулярный сезон | Регулярный сезон | Регулярный сезон | Регулярный сезон | Регулярный сезон | Регулярный сезон | Регулярный сезон | Регулярный сезон | Регулярный сезон | Регулярный сезон | Регулярный сезон | Серия плей-офф | Серия плей-офф | Серия плей-офф | Серия плей-офф | Серия плей-офф | Серия плей-офф | Серия плей-офф | Серия плей-офф | Серия плей-офф | Серия плей-офф | Серия плей-офф |
| Сезон                                                                                    | Команда    | GP               | GS               | MPG              | FG%              | 3P%              | FT%              | RPG              | APG              | SPG              | BPG              | PPG              | GP             | GS             | MPG            | FG%            | 3P%            | FT%            | RPG            | APG            | SPG            | BPG            | PPG            |
| ---------------------------------------------------------------------------------------- | ---------- | ---------------- | ---------------- | ---------------- | ---------------- | ---------------- | ---------------- | ---------------- | ---------------- | ---------------- | ---------------- | ---------------- | -------------- | -------------- | -------------- | -------------- | -------------- | -------------- | -------------- | -------------- | -------------- | -------------- | -------------- |
| 2021/22                                                                                  | Клипперс   | 51               | 0                | 14,9             | 38,5             | 30,6             | 81,9             | 2,2              | 1,0              | 0,5              | 0,3              | 6,7              | Не участвовал  | Не участвовал  | Не участвовал  | Не участвовал  | Не участвовал  | Не участвовал  | Не участвовал  | Не участвовал  | Не участвовал  | Не участвовал  | Не участвовал  |
| 2022/23                                                                                  | Клипперс   | 22               | 1                | 11,3             | 41,8             | 41,4             | 76,3             | 1,4              | 0,9              | 0,4              | 0,0              | 6,5              | 1              | 0              | 1,0            | -              | -              | -              | 0,0            | 0,0            | 0,0            | 0,0            | 0,0            |
| 2023/24                                                                                  | Клипперс   | 32               | 0                | 10,8             | 40,4             | 26,9             | 69,7             | 1,6              | 0,4              | 0,3              | 0,3              | 5,2              | 3              | 0              | 3,3            | 50,0           | -              | 50,0           | 0,7            | 0,3            | 0,0            | 0,0            | 1,7            |
| 2024/25                                                                                  | Нью-Орлеан | 42               | 10               | 23,6             | 43,6             | 35,0             | 78,8             | 3,2              | 2,2              | 1,3              | 0,2              | 10,7             | Не участвовал  | Не участвовал  | Не участвовал  | Не участвовал  | Не участвовал  | Не участвовал  | Не участвовал  | Не участвовал  | Не участвовал  | Не участвовал  | Не участвовал  |
|                                                                                          | Всего      | 147              | 11               | 16,0             | 41,2             | 32,8             | 78,1             | 2,2              | 1,2              | 0,7              | 0,2              | 7,5              | 4              | 0              | 2,8            | 50,0           | -              | 50,0           | 0,5            | 0,3            | 0,0            | 0,0            | 1,3            |
| Наведите курсор мыши на аббревиатуры в заголовке таблицы, чтобы прочесть их расшифровку. |            |                  |                  |                  |                  |                  |                  |                  |                  |                  |                  |                  |                |                |                |                |                |                |                |                |                |                |                |

### Статистика в Джи-Лиге
| Сезон                                                                                    | Команда                | Регулярный сезон | Регулярный сезон | Регулярный сезон | Регулярный сезон | Регулярный сезон | Регулярный сезон | Регулярный сезон | Регулярный сезон | Регулярный сезон | Регулярный сезон | Регулярный сезон | Серия плей-офф | Серия плей-офф | Серия плей-офф | Серия плей-офф | Серия плей-офф | Серия плей-офф | Серия плей-офф | Серия плей-офф | Серия плей-офф | Серия плей-офф | Серия плей-офф |
| Сезон                                                                                    | Команда                | GP               | GS               | MPG              | FG%              | 3P%              | FT%              | RPG              | APG              | SPG              | BPG              | PPG              | GP             | GS             | MPG            | FG%            | 3P%            | FT%            | RPG            | APG            | SPG            | BPG            | PPG            |
| ---------------------------------------------------------------------------------------- | ---------------------- | ---------------- | ---------------- | ---------------- | ---------------- | ---------------- | ---------------- | ---------------- | ---------------- | ---------------- | ---------------- | ---------------- | -------------- | -------------- | -------------- | -------------- | -------------- | -------------- | -------------- | -------------- | -------------- | -------------- | -------------- |
| 2021/22                                                                                  | Агуа-Кальенте Клипперс | 9                | 9                | 34,1             | 47,1             | 44,0             | 72,0             | 5,1              | 2,8              | 1,2              | 0,8              | 20,7             | Не участвовал  | Не участвовал  | Не участвовал  | Не участвовал  | Не участвовал  | Не участвовал  | Не участвовал  | Не участвовал  | Не участвовал  | Не участвовал  | Не участвовал  |
| 2022/23                                                                                  | Онтэрио Клипперс       | 17               | 17               | 34,5             | 48,4             | 31,4             | 80,3             | 6,1              | 2,5              | 0,8              | 0,5              | 24,4             | Не участвовал  | Не участвовал  | Не участвовал  | Не участвовал  | Не участвовал  | Не участвовал  | Не участвовал  | Не участвовал  | Не участвовал  | Не участвовал  | Не участвовал  |
| 2023/24                                                                                  | Онтэрио Клипперс       | 4                | 4                | 31,8             | 46,8             | 37,0             | 72,7             | 5,5              | 3,8              | 1,5              | 0,3              | 27,3             | Не участвовал  | Не участвовал  | Не участвовал  | Не участвовал  | Не участвовал  | Не участвовал  | Не участвовал  | Не участвовал  | Не участвовал  | Не участвовал  | Не участвовал  |
|                                                                                          | Всего                  | 30               | 30               | 34,0             | 47,8             | 36,2             | 76,9             | 5,7              | 2,7              | 1,0              | 0,6              | 23,7             | Не участвовал  | Не участвовал  | Не участвовал  | Не участвовал  | Не участвовал  | Не участвовал  | Не участвовал  | Не участвовал  | Не участвовал  | Не участвовал  | Не участвовал  |
| Наведите курсор мыши на аббревиатуры в заголовке таблицы, чтобы прочесть их расшифровку. |                        |                  |                  |                  |                  |                  |                  |                  |                  |                  |                  |                  |                |                |                |                |                |                |                |                |                |                |                |

### Статистика в NCAA
| Сезон | Команда  | Conf  | Class | GP | GS | MPG  | FG%  | 3P%  | FT%  | RPG | APG | SPG | BPG | PPG  |
| --- | -------- | ----- | ----- | -- | -- | ---- | ---- | ---- | ---- | --- | --- | --- | --- | ---- |
| 2020/21 | Кентукки | SEC   | FR    | 25 | 24 | 30,4 | 35,5 | 30,0 | 78,5 | 4,5 | 1,6 | 1,3 | 0,2 | 11,5 |
| Всего | Всего    | Всего | Всего | 25 | 24 | 30,4 | 35,5 | 30,0 | 78,5 | 4,5 | 1,6 | 1,3 | 0,2 | 11,5 |
| Наведите курсор мыши на аббревиатуры в заголовке таблицы, чтобы прочесть их расшифровку Статистика приведена с сайта sports-reference.com |          |       |       |    |    |      |      |      |      |     |     |     |     |      |